# Lijst van nummer 1-hits in de UK Singles Chart in 2003
Deze hits stonden in 2003 op nummer 1 in de UK Singles Chart:
| Datum        | Artiest                          | Titel                       |
| ------------ | -------------------------------- | --------------------------- |
| 4 januari    | Girls Aloud                      | Sound of the underground    |
| 11 januari   | Girls Aloud                      | Sound of the underground    |
| 18 januari   | Girls Aloud                      | Sound of the underground    |
| 25 januari   | David Sneddon                    | Stop living the lie         |
| 1 februari   | David Sneddon                    | Stop living the lie         |
| 8 februari   | T.A.T.u.                         | All the things she said     |
| 15 februari  | T.A.T.u.                         | All the things she said     |
| 22 februari  | T.A.T.u.                         | All the things she said     |
| 1 maart      | T.A.T.u.                         | All the things she said     |
| 8 maart      | Christina Aguilera               | Beautiful                   |
| 15 maart     | Christina Aguilera               | Beautiful                   |
| 22 maart     | Gareth Gates & The Kumars        | Spirit in the sky           |
| 29 maart     | Gareth Gates & The Kumars        | Spirit in the sky           |
| 5 april      | Room 5 & Oliver Cheatham         | Make luv                    |
| 12 april     | Room 5 & Oliver Cheatham         | Make luv                    |
| 19 april     | Room 5 & Oliver Cheatham         | Make luv                    |
| 26 april     | Room 5 & Oliver Cheatham         | Make luv                    |
| 3 mei        | Busted                           | You said no                 |
| 10 mei       | Tomcraft                         | Loneliness                  |
| 17 mei       | R. Kelly                         | Ignition                    |
| 24 mei       | R. Kelly                         | Ignition                    |
| 31 mei       | R. Kelly                         | Ignition                    |
| 7 juni       | R. Kelly                         | Ignition                    |
| 14 juni      | Evanescence & Paul McCoy         | Bring me to life            |
| 21 juni      | Evanescence & Paul McCoy         | Bring me to life            |
| 28 juni      | Evanescence & Paul McCoy         | Bring me to life            |
| 5 juli       | Evanescence & Paul McCoy         | Bring me to life            |
| 12 juli      | Beyoncé & Jay-Z                  | Crazy in love               |
| 19 juli      | Beyoncé & Jay-Z                  | Crazy in love               |
| 26 juli      | Beyoncé & Jay-Z                  | Crazy in love               |
| 2 augustus   | Daniel Bedingfield               | Never gonna leave your side |
| 9 augustus   | Blu Cantrell & Sean Paul         | Breathe                     |
| 16 augustus  | Blu Cantrell & Sean Paul         | Breathe                     |
| 23 augustus  | Blu Cantrell & Sean Paul         | Breathe                     |
| 30 augustus  | Blu Cantrell & Sean Paul         | Breathe                     |
| 6 september  | Elton John                       | Are you ready for love      |
| 13 september | The Black Eyed Peas              | Where is the love?          |
| 20 september | The Black Eyed Peas              | Where is the love?          |
| 27 september | The Black Eyed Peas              | Where is the love?          |
| 4 oktober    | The Black Eyed Peas              | Where is the love?          |
| 11 oktober   | The Black Eyed Peas              | Where is the love?          |
| 18 oktober   | The Black Eyed Peas              | Where is the love?          |
| 25 oktober   | Sugababes                        | Hole in the head            |
| 1 november   | Fatman Scoop & The Crooklyn Clan | Be faithful                 |
| 8 november   | Fatman Scoop & The Crooklyn Clan | Be faithful                 |
| 15 november  | Kylie Minogue                    | Slow                        |
| 22 november  | Busted                           | Crashed the wedding         |
| 29 november  | Westlife                         | Mandy                       |
| 6 december   | Will Young                       | Leave right now             |
| 13 december  | Will Young                       | Leave right now             |
| 20 december  | Kelly & Ozzy Osbourne            | Changes                     |
| 27 december  | Michael Andrews & Gary Jules     | Mad world                   |

1952 ·
1953 ·
1954 ·
1955 ·
1956 ·
1957 ·
1958 ·
1959 ·
1960 ·
1961 ·
1962 ·
1963 ·
1964 ·
1965 ·
1966 ·
1967 ·
1968 ·
1969 ·
1970 ·
1971 ·
1972 ·
1973 ·
1974 ·
1975 ·
1976 ·
1977 ·
1978 ·
1979 ·
1980 ·
1981 ·
1982 ·
1983 ·
1984 ·
1985 ·
1986 ·
1987 ·
1988 ·
1989 ·
1990 ·
1991 ·
1992 ·
1993 ·
1994 ·
1995 ·
1996 ·
1997 ·
1998 ·
1999 ·
2000 ·
2001 ·
2002 ·
2003 ·
2004 ·
2005 ·
2006 ·
2007 ·
2008 ·
2009 ·
2010 ·
2011 ·
2012 ·
2013 ·
2014 ·
2015 ·
2016 ·
2017 ·
2018 ·
2019 ·
2020 ·
2021
- Nederland (Top 40)
- Nederland (Single Top 100)
- Nederland (3FM Mega Top 50)
- Nederland (DVD Top 30)
- Vlaanderen (Radio 2 Top 30)
- Vlaanderen (Ultratop 50)
- Vlaanderen (Top 30 van Ultratop)
- Wallonië
- Australië
- Denemarken
- Duitsland
- Frankrijk
- Italië
- Noorwegen
- Oostenrijk
- Verenigd Koninkrijk
- Verenigde Staten (Hot 100)
- Zwitserland